# Щит «Нарвик»
Щит «Нарвик» (нем. Narvikschild) — награда, памятный знак солдат Третьего рейха, принимавших участие в битве при Нарвике с 9 апреля по 9 июня 1940 года. Щит предписывалось носить на левом плече.
Первую награду получил генерал-полковник Эдуард Дитль лично от Гитлера 21 марта 1941 года, общее число награждённых составило 8577, из них:
- Пехота: 2755 (посмертно — 96); в частности 206 во 2-й и 2338 в 3-й горнострелковых дивизиях.
- Люфтваффе: 2161 (лётчики — 1309, парашютисты — 756, посмертно — 410);
- Кригсмарине: 3661 (экипаж эсминцев — 2672, другие — 115, посмертно — 410), торговый флот — 442 (посмертно — 22).

## Критерии награждения
Вручался всем военнослужащим сухопутных войск, ВВС и ВМС, принимавшим участие в высадке и в боях под Нарвиком с 9 апреля по 9 июня 1940 г. Награждения производились до 31 декабря 1942 г. Правом награждения знаком обладал лишь генерал горнострелковых войск Дитль.
Согласно приказу от 31 января 1942 года, награждение могло производиться и посмертно.

## Описание награды
В центре щита расположены скрещенные цветок эдельвейса, якорь и пропеллер, символизирующие горных стрелков, морской флот и авиацию, выше надпись «Narvik 1940». На самом верху — имперский орёл со свастикой. Размер щита 92×41 мм, подложки — 100×54 мм. Большинство наград изготовлены из цинка, хотя известны также и ранние варианты из латуни.
Дизайн награды разработан мастером Рихардом Кляйном из Мюнхена.
Каждый награждённый получал 3 экземпляра щита, и имел право покупать их дополнительно по предъявлении документа о награждении.

## Разновидности знака для родов войск

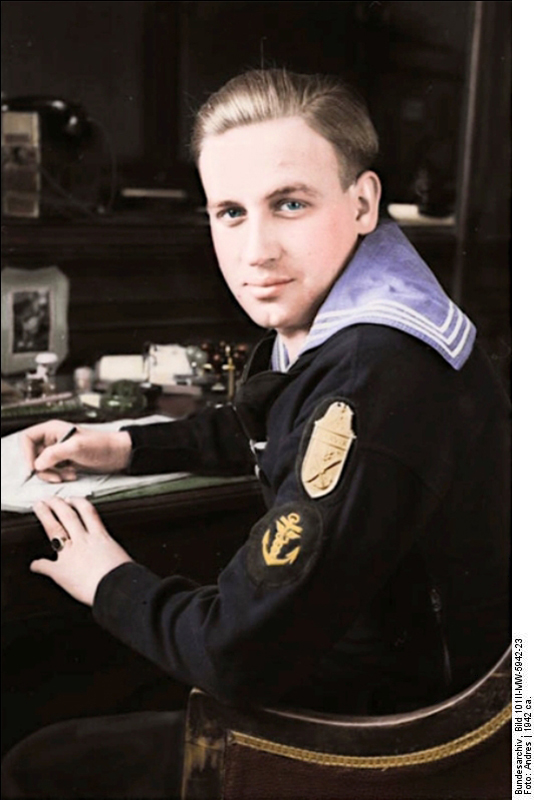
Матрос кригсмарине с щитом «Нарвик»

Знак существовал в вариантах для кригсмарине (золотой на синей матерчатой подложке), для пехоты и люфтваффе (серебряные, на подложке цвета фельдграу и серо-голубой соответственно).

## Правила ношения
Щит носился на верхней части левого рукава повседневной, парадно-выходной и парадной формы. При наличии второго такого же щита от другого рода войск, могли носиться оба, один над другим на расстоянии 5 мм. Нижним чинам предписывалось размещать награду над нарукавными знаками различия. На гражданской одежде разрешалось ношение миниатюрного варианта щита (на булавке) размером 16 мм на левом лацкане.

## Современный статус награды
В соответствии с § 6 закона Германии о порядке награждения орденами и о порядке ношения от 26 июля 1957 года (нем. Gesetz uber Titel, Orden und Ehrenzeichen) ношение знака разрешено, но только в «денацифицированном» варианте (без орла и свастики).